# Menceyato di Daute

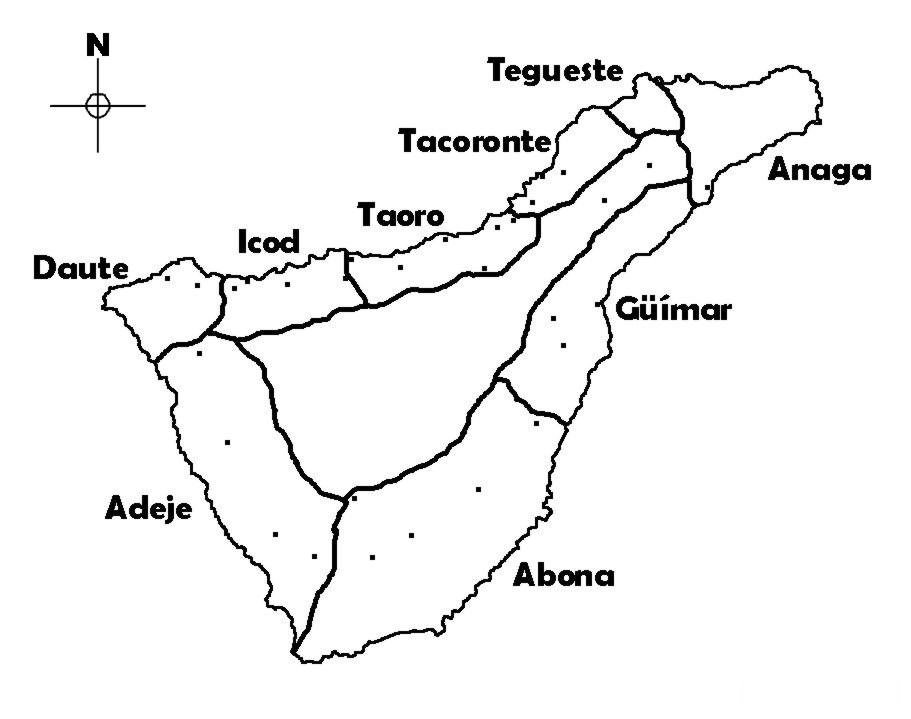
Menceyatos di Tenerife

Il Menceyato di Daute era una delle nove demarcazioni territoriali in cui i guanci avevano diviso l'isola di Tenerife nelle isole Canarie, al momento della conquista della Corona di Castiglia nel XV secolo.
Era il regno aborigeno più occidentale dell'isola. Ha occupato i comuni di El Tanque, Los Silos, Buenavista del Norte e Santiago del Teide.
I suoi conosciuti menceyes (re guanci) erano Cocanaymo e Romen.